# Прямоточний повітряно-реактивний двигун

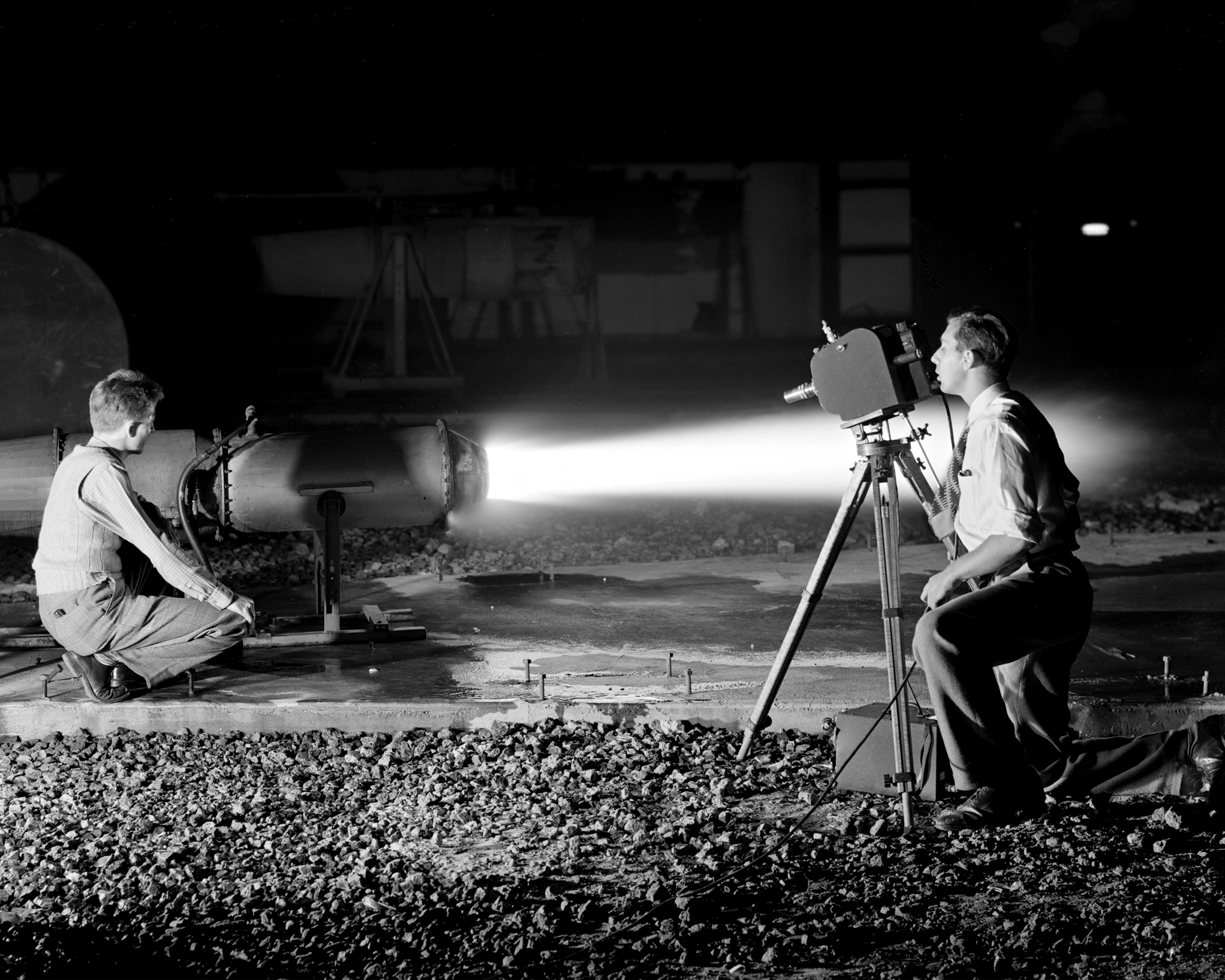
Вогневі випробування ППРД у лабораторії NASA

Прямоточний повітряно-реактивний двигун (ППРД, англ. Ramjet) — реактивний двигун, є найпростішим у класі повітряно-реактивних двигунів (ПРД) за будовою.
Належить до типу ПРД прямої реакції, в яких тяга утворюється суто за рахунок реактивного струменя що витікає з сопла. Необхідне для роботи двигуна підвищення тиску досягається за рахунок гальмування зустрічного потоку повітря.
ППРД не працездатний за низьких швидкостей польоту, а надто — за нульової швидкості, для виходу його на робочу потужність необхідний той або інший прискорювач.

## Минуле

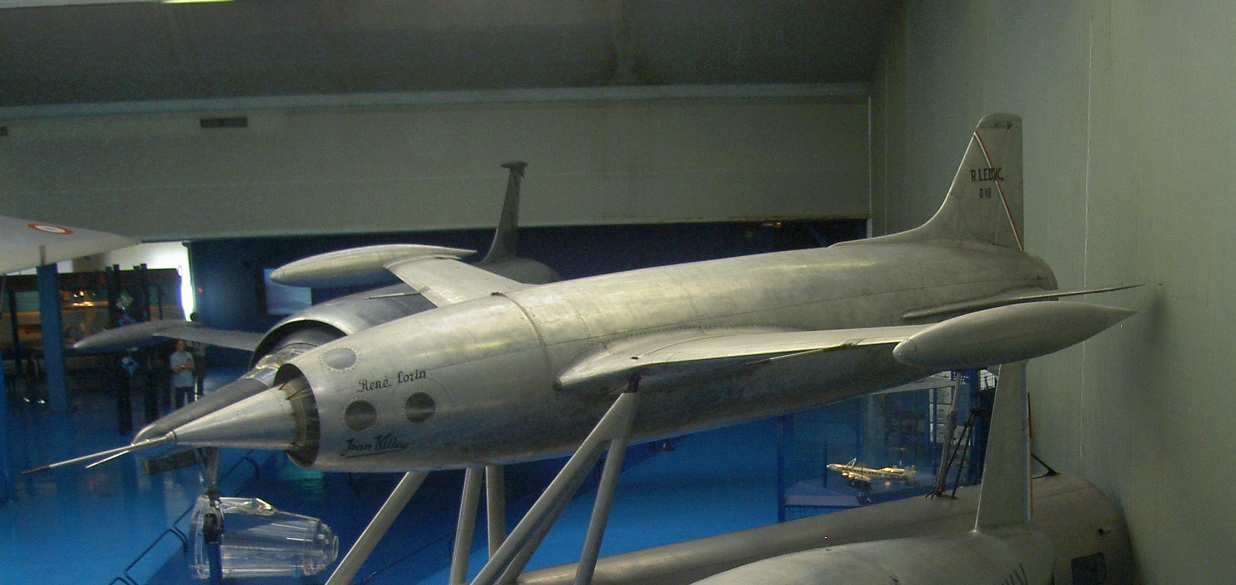
Leduc 010 — перший апарат, який літав з ППРД (Музей у Ле Бурже). Перший політ — 19 листопада 1946

В 1913 році француз Рене Лорен отримав патент на прямоточний повітряно-реактивний двигун.
ППРД приваблював конструкторів простотою своєї будови, але головне — своєю потенційною здатністю працювати на гіперзвукових швидкостях та у найвищих, найбільш розріджених шарах атмосфери, тобто в умовах, де ПРД інших типів непрацездатні або малоефективні. У 1930-ті роки з цим типом двигунів здійснювалися експерименти у США (Вільям Евері), у СРСР (Ф. А. Цандер, Б. С. Стєчкін, Ю. О. Побєдоносцев).
У 1937 році французький конструктор Рене Ледюк отримав замовлення від уряду Франції на розробку експериментального літака з ППРД. Ця робота була перервана війною та відновилася після її закінчення. 19 листопада 1946 року відбувся перший в історії політ апарата з маршевим ППРД, Leduc 010. Далі упродовж 10 років було виготовлено та випробувано ще кілька експериментальних апаратів цієї серії, насамперед, пілотовані Leduc 021 і Leduc 022, а у 1957 році уряд Франції відмовився від продовження цих робіт — напрямок ТРД, що бурхливо розвинувся у той час уявлявся перспективнішим.
Маючи ряд недоліків для використання на пілотованих літаках (нульова тяга на місці, низька ефективність на малих швидкостях польоту), ППРД є бажаним типом ПРД для безпілотних одноразових снарядів та крилатих ракет, завдяки своїй простоті, та, відповідно, дешевизні та надійності. Починаючи з 50-х років XX століття у США було створено ряд експериментальних літаків та серійних крилатих ракет різного призначення з цим типом двигуна.
У СРСР з 1954 до 1960 років у ОКБ-301 під керівництвом С. А. Лавочкіна, розроблялася крилата ракета «Буря», яка призначалася для доставки ядерних зарядів на міжконтинентальні відстані, та використовувалася як маршевий двигун ППРД, розроблений групою М. М. Бондарюка, та мав унікальні для свого часу характеристики: ефективна робота на швидкості вище 3М, та на висоті 17 км. 1957 року проєкт вступив у стадію льотних випробувань, під час яких виявився ряд проблем, зокрема, з точністю наведення, які необхідно було розв'язати, та на це потрібний був час, який важко було визначити. Між тим, в тому ж самому році на озброєння вже поступила МБР Р-7, яка мала теж саме призначення, розроблена під керівництвом С. П. Корольова. Це ставило під сумнів доцільність подальшої розробки «Бурі». Смерть генерального конструктора С. О. Лавочкіна у 1960 році остаточно поховала проєкт. З числа сучасніших розробок СРСР і Росії можна згадати протикорабельні крилаті ракети з маршевими ППРД: П-800 «Онікс», П-270 Москит.

## Принцип дії
Робочий процес ППРД коротко можна описати таким чином:
- повітря, яке поступає зі швидкістю польоту у вхідний пристрій двигуна, гальмується (на практиці, до швидкостей 30–60 м/сек, що відповідає числу Маха 0,1–0,2), його кінетична енергія перетворюється на внутрішню енергію — його температура та тиск підвищуються.

Якщо припустити, що повітря — ідеальний газ, та процес стиснення є ізоентропійним, ступінь підвищення тиску (відношення статичного тиску у загальмованому потоці до атмосферного) виражається рівнянням:
де {\displaystyle \,p} — тиск у повністю загальмованому потоці;
{\displaystyle \,p_{o}} — атмосферний тиск;
{\displaystyle \,M_{n}} — польотне число Маха (відношення швидкості польоту до швидкості звуку в навколишньому середовищі),
{\displaystyle \,k} — показник адіабати, для повітря рівний 1,4.
На виході з вхідного пристрою, при вході у камеру згоряння робоче тіло має максимальне на всьому протязі проточної частини двигуна тиск.
- Стиснуте повітря у камері згоряння нагрівається за рахунок окислення доданого до неї палива, внутрішня енергія робочого тіла при цьому збільшується.
- Потім спочатку звужуючись у соплі досягає звукової швидкості, а потім розширюючись — надзвукової, робоче тіло прискорюється та витікає зі швидкістю більшою, ніж швидкість зустрічного потоку, що й створює реактивну тягу.

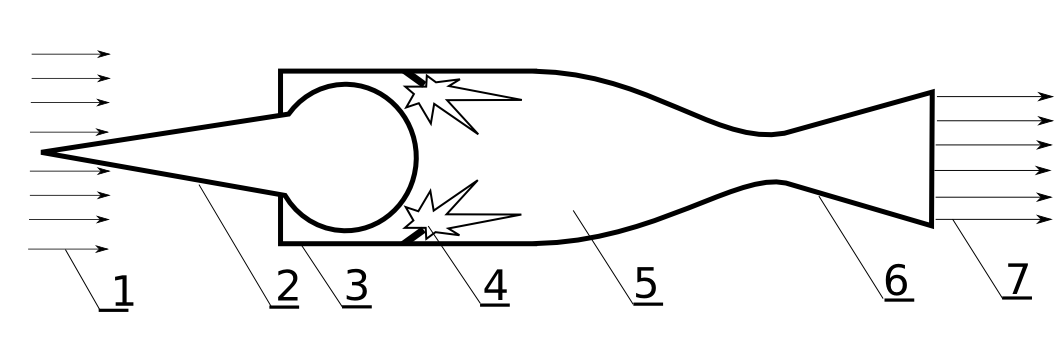
Схема пристрою ППРД на рідкому паливі.
1. Зустрічний потік повітря;
2. Центральне тіло.
3. Входний пристрій.
4. Паливна форсунка.
5. Камера згоряння.
6. Сопло.
7. Реактивний струмінь.

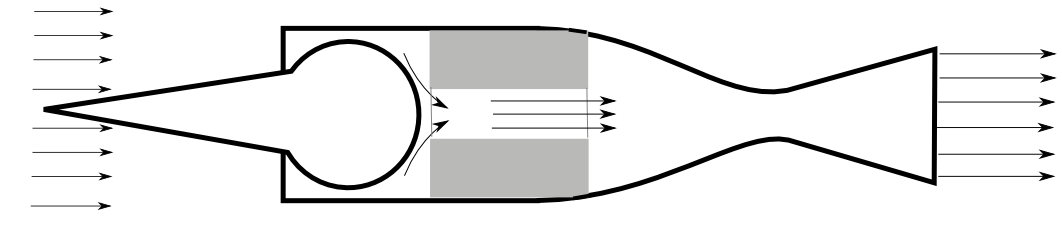
Схема пристрою твердопаливного ППРД

Залежність тяги ППРД від швидкості польоту визначається кількома факторами:
- Чим вища швидкість польоту, тим більша витрата повітря через тракт двигуна, що визначає, й кількість кисню, який поступає у камеру, що дозволяє, збільшивши витрату пального, підвищити теплову, а разом з нею й механічну потужність двигуна.
- Чим більше витрата повітря через тракт двигуна, тим вище утворювана ним тяга, згідно з формулою (1). Однак витрата повітря через тракт двигуна не може збільшуватись необмежено. Площина кожного перетину двигуна повинна бути достатньою для забезпечення необхідної витрати повітря.
- Із збільшенням швидкості польоту, згідно з формулою (6), збільшується ступінь підвищення тиску у камері згоряння, що тягне за собою збільшення термічного коефіцієнту корисної дії двигуна, який для ідеального ППРД виражається формулою:

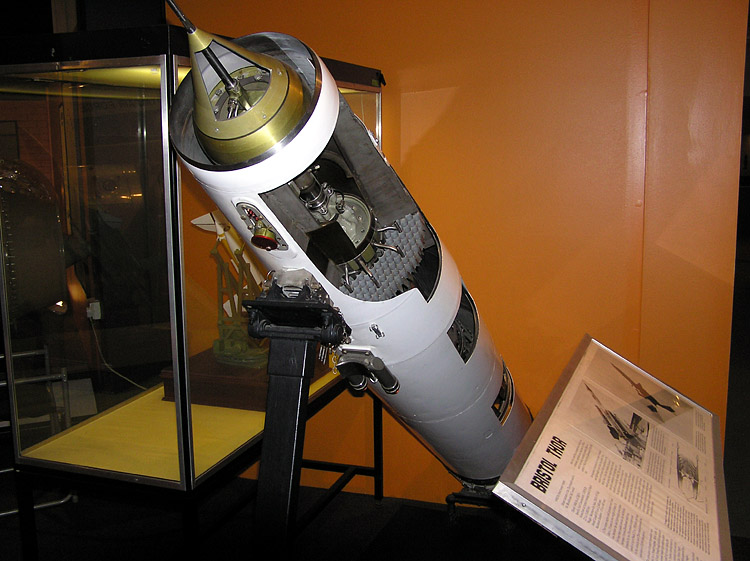
Препарований ППРД «Тор» ракети «Bristol Bloodhound». Добре видно вхідний пристрій та вхід у камеру згоряння.

- Згідно з формулою (1), чим менша різниця між швидкістю польоту та швидкістю витоку реактивного струменю, тим менша тяга двигуна (за інших рівних умов).

Взагалі, залежність тяги ППРД від швидкості польоту, може бути показана таким чином: поки швидкість польоту значно нижча ніж швидкість витоку реактивного струменю, тяга зростає зі зростанням швидкості польоту (внаслідок підвищення витрати повітря, тиску у камері згоряння та термічного ККД двигуна), та з приближенням швидкості польоту до швидкості витоку реактивного струменю, тяга ППРД падає, минаючи деякий максимум, який відповідає оптимальній швидкості польоту.

## Тяга ППРД
Сила тяги ППРД визначається виразом
Де {\displaystyle \,P} — сила тяги, {\displaystyle \,v} — швидкість польоту, {\displaystyle \,v_{e}} — швидкість реактивного струменя відносно двигуна, {\displaystyle {\frac {dm_{f}}{dt}}} — секундна витрата маси пального за умови повного згоряння пального та повного використання кисню повітря.
Секундна витрата повітря:
Де {\displaystyle \,\rho } — щільність повітря (залежить від висоти), {\displaystyle {\frac {dV}{dt}}} — об'єм повітря, який поступає у повітрозабірник ППРД за одиницю часу, {\displaystyle \,S} — площина перетину на вході повітрозабірника, {\displaystyle \,v} — швидкість польоту.
Можемо визначити секундну витрату маси робочого тіла:
Де {\displaystyle {\frac {dm_{a}}{dt}}} — секундна витрата маси повітря, {\displaystyle {\frac {dm_{f}}{dt}}} — секундна витрата маси пального за умови повного згоряння пального та повного використання кисню повітря, {\displaystyle L} — стехіометричний коефіцієнт суміші пального та повітря.

## Конструкція
Конструктивно ППРД має дуже просту будову. Двигун складається з камери згоряння, у яку з дифузору поступає повітря, а з паливних форсунок — пальне. Закінчується камера згоряння входом у сопло, як правило, яке звужується-розширюється.
З розвитком технології сумішевого твердого палива, воно стало застосовуваться у ППРД. Паливна шашка з поздовжнім центральним каналом розміщуєтся у камері згоряння. Робоче тіло, проходячи по каналу, поступово окислює паливо з його поверхні, та нагрівається. Використання твердого палива ще більш спрощує конструкцію ППРД: непотрібною стає паливна система. Склад сумішевого палива для ППРД відрізняється від того, що використовується у РДТТ. Якщо для ракетного двигуна більшу частину палива складає окислювач, то для ППРД він додається лише у невеликій кількості для активізації процесу горіння. Основну частину наповнювача сумішевого палива ППРД складає дрібнодисперсний порошок алюмінію, магнію або берилію, теплота окислення яких значно перевищує теплоту згоряння вуглеводного пального. Прикладом твердопаливного ППРД може слугувати маршевий двигун протикорабельної крилатої ракети П-270 Москит.
В залежності від швидкості польоту ППРД поділяються на дозвукові, надзвукові та гіперзвукові. Це розділення зумовлено конструктивними особливостями кожної з цих груп.

## Дозвукові ППРД
Дозвукові ППРД призначені для польотів на швидкостях з числом Маха від 0,5 до 1. Гальмування та стиснення повітря в цих двигунах відбувається у каналі вхідного пристрою що розширюється — дифузорі.
Ці двигуни характеризуються вкрай низькою ефективністю. Під час польоту на швидкості М=0,5 ступінь підвищення тиску в них (як виходить з формули 2) рівна 1,186, внаслідок чого їхній ідеальний термічний ККД (згідно з формулою (3)) складає усього 4,76 %, а з врахуванням втрат у реальному двигуні ця величина стає майже рівною 0. Це означає, що на швидкостях польоту біля M < 0,5 ППРД непрацездатний. Але й на граничній для дозвукового діапазону швидкості, при М = 1 ступінь підвищення тиску становить 1,89, а ідеальний термічний ККД — 16,7 %, що у 1,5 рази менше ніж у реальних поршневих ДВС, та вдвоє менше, ніж у газотурбінних двигунів. До того ж, й поршневі, й газотурбінні двигуни ефективні при роботі на місці.
За цими причинами дозвукові прямоточні двигуни виявилися неконкурентоздатними у порівнянні з авіадвигунами інших типів та у теперішній час серійно не випускаються.

## Надзвукові ППРД
Надзвукові ППРД (НППРД) призначені для польотів у діапазоні 1 < M < 5.
Гальмування надзвукового газового потоку відбувається завжди розривно (стрибкоподібно) — з утворенням ударної хвилі, яка називається також стрибком ущільнення. Процес стиснення газу на фронті ударної хвилі не є ізоентропійним, внаслідок чого у ньому мають місце незворотні втрати механічної енергії, та ступінь підвищення тиску в ньому менша, ніж у ідеальному — ізоентропійному процесі. Чим інтенсивніший стрибок ущільнення, тобто чим більша зміна швидкості потоку на його фронті, — тим більші втрати тиску, які можуть перевищувати 50 %.

Процес гальмування надзвукового потоку у вхідному пристрої конічної течії, зовнішнього стиснення з трьома стрибками ущільнення. М — графік зміни числа Маха у потоці; p — графік зміни статичного тиску.

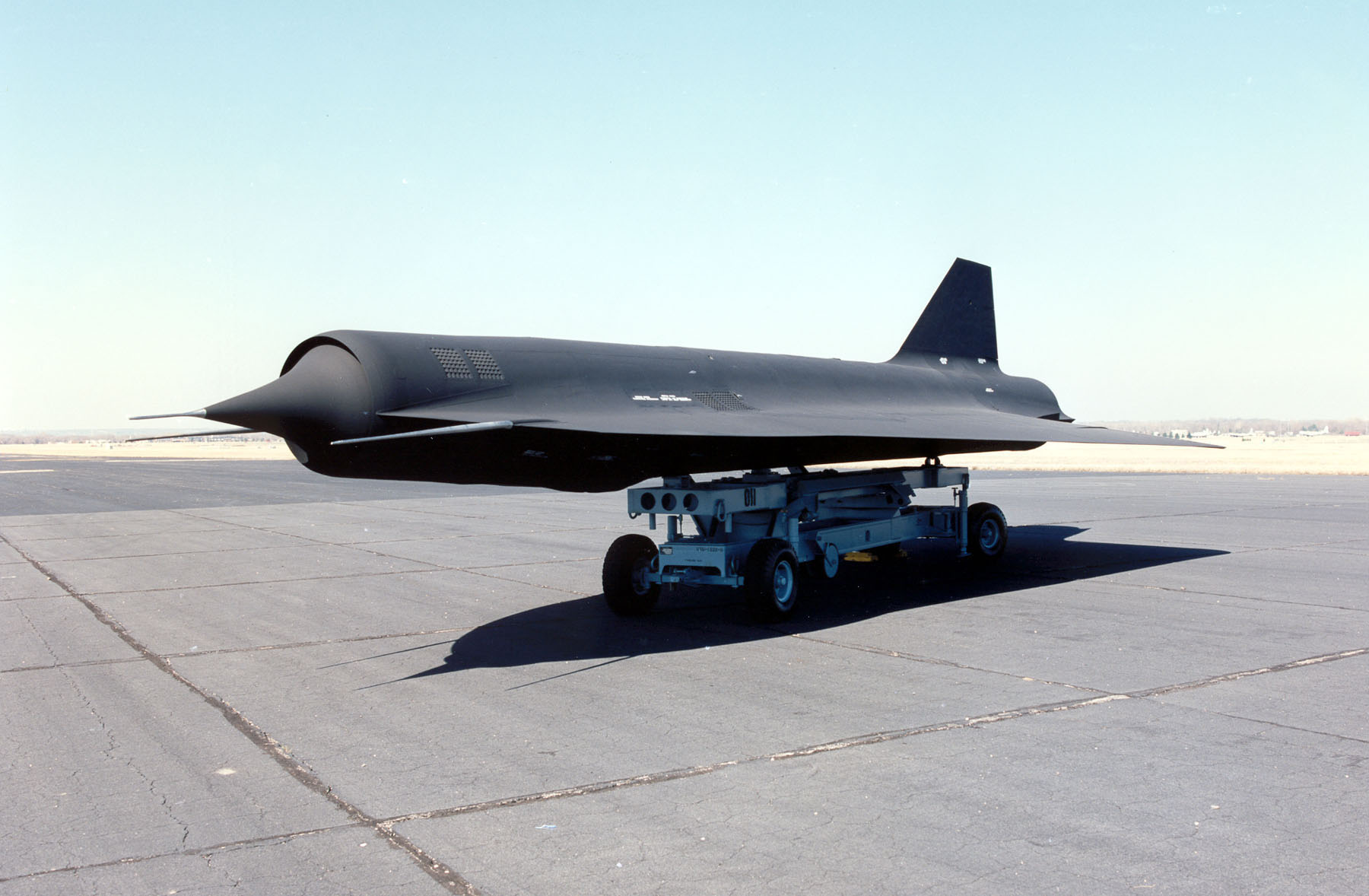
Непілотований розвідник Lockheed D-21B (США). ППРД з вісесиметричним вхідним пристроєм з центральним тілом.

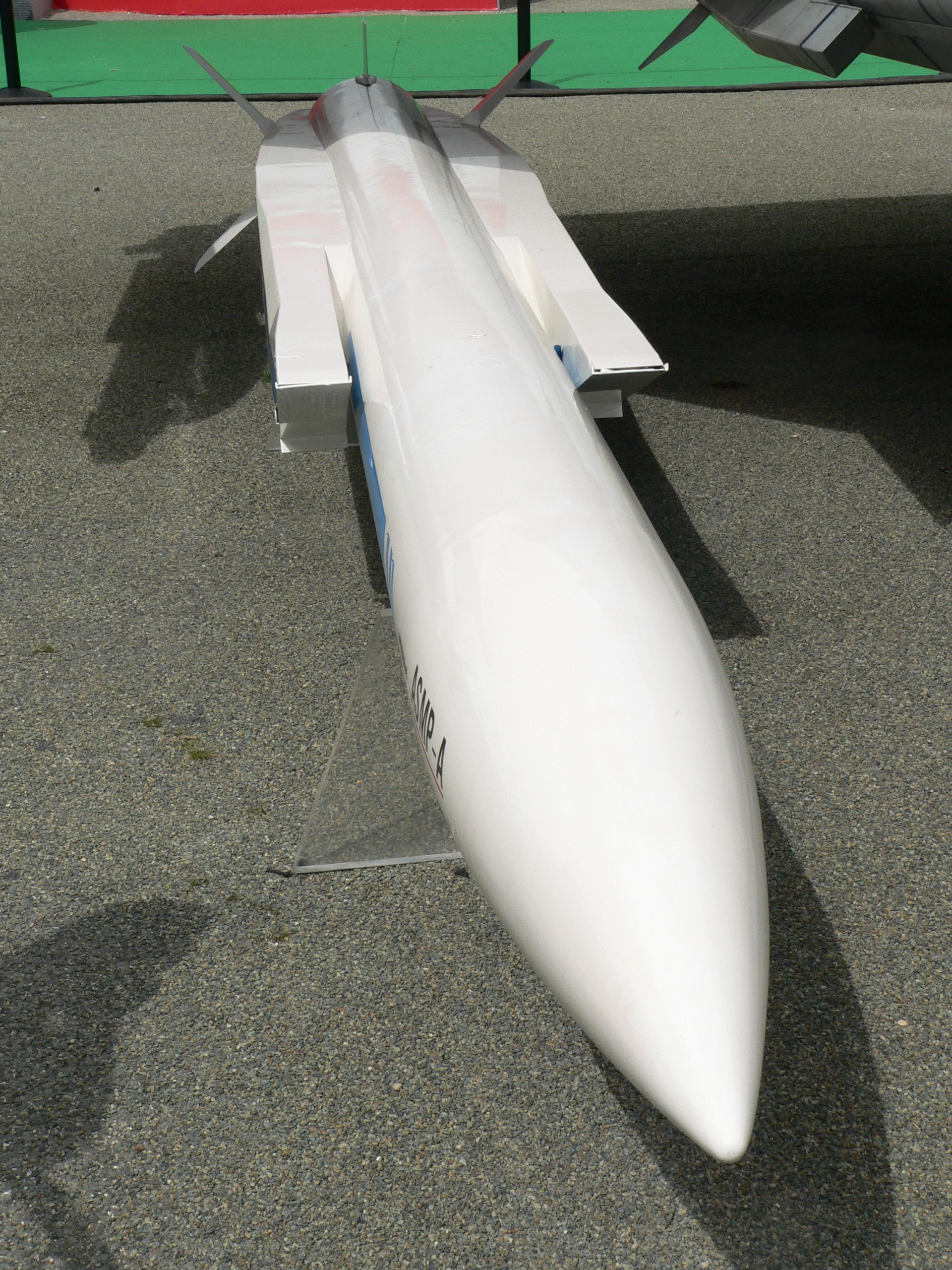
Пласкі вхідні пристрої внутрішнього стиснення ППРД крилатої ракети «повітря — поверхня» ASMP (Франція)

Втрати тиску вдається мінімізувати за рахунок організації стиснення не в одному, а в декількох (зазвичай, не більш 4-х) послідовних стрибках ущільнення меншої інтенсивності, після кожного з яких (окрім останнього), швидкість потоку знижується, залишаючись надзвуковою. Це можливо, якщо всі стрибки (окрім останнього) є косими, фронт яких нахилений до вектора швидкості потоку. (Косий стрибок ущільнення утворюється, коли надзвуковий потік зустрічається з перешкодою, поверхня якого нахилена до вектора швидкості повітряного потоку.) У проміжках між стрибками параметри потоку залишаються незмінними. У останньому стрибку (завжди прямому — нормальному до вектора швидкості повітряного потоку) швидкість стає дозвуковою та подальше гальмування та стискування повітря відбувається безперервно у каналі дифузора що розширюється.
У випадку, якщо вхідний пристрій двигуна знаходиться у зоні незбуреного потоку, наприклад, у носовому закінченні літального апарата, або на консолі на достатньому віддаленні від фюзеляжу, він робиться вісесиметричним і додається центральне тіло — довгий гострий «конус», що виступає з оболонки, призначенням якого є у створення на зустрічному потоці системи косих стрибків ущільнення, що забезпечують гальмування та стискування повітря ще до появи його у каналі вхідного пристрою — т. з. зовнішнє стискування. Такі вхідні пристрої звуться також пристроями конічної течії, тому що потік повітря в них має конічну форму. Конічне центральне тіло може бути доповнене механічним приводом, який дозволяє переміщуватися йому уздовж осі двигуна, оптимізуючи тим самим гальмування повітряного потоку на різних швидкостях польоту. Такі вхідні пристрої називаються регульованими.
Під час встановлення двигуна на нижній (боковій) стінці фюзеляжу, або під крилом літального апарата, тобто у зоні аеродинамічного впливу його елементів, зазвичай застосовуються пласкі вхідні пристрої двовимірної течії, які мають прямокутний поперечний перетин, без центрального тіла. Система стрибків ущільнення в них забезпечується завдяки внутрішній формі каналу. Вони називаються також пристроями внутрішнього або змішаного стиснення, тому що зовнішнє стиснення частково відбувається і в цьому випадку — у стрибках ущільнення, утворених у носового закінчення та/або у передньої кромки крила літального апарата. Регульовані вхідні пристрої прямокутного перетину мають змінюючи своє положення клини всередині каналу.
У надзвуковому діапазоні швидкостей ППРД значно ефективніший, ніж у дозвуковому Наприклад, на швидкості М = 3 для ідеального ППРД ступінь підвищення тиску за формулою (2) становить 36,7, що у порівнянні з показниками найбільш високонапорних компресорів турбореактивних двигунів, а термічний ККД теоретично (за формулою (3)) достягає 64,3 %. У реальних ППРД ці показники нижчі, але навіть з врахуванням втрат, у діапазоні польотного числа Маха від 3 до 5 НППРД перевищують за ефективністю ПРД усіх інших типів.
Під час гальмування зустрічного потоку повітря він не тільки стискується, але и нагрівається, та його абсолютна температура під час повного гальмування (в ізоентропійному процесі) виражається формулою:
где {\displaystyle \,T_{o}} — температура незбуреного потоку.
При М = 5 и Тo = 273 K (що відповідає 0 °C) температура загальмованого робочого тіла досягає 1638 К, при М = 6 — 2238 К, а з врахуванням тертя та стрибків ущільнення в реальному процесі — ще вище. При цьому подальше нагрівання робочого тіла за рахунок згорання палива стає проблематичним через обмеження, які накладаються термічною стійкістю конструкційних матеріалів, з яких виготовлений двигун. Тому швидкість, яка відповідає М=5 вважається граничною для НППРД.

## Гіперзвуковий ППРД

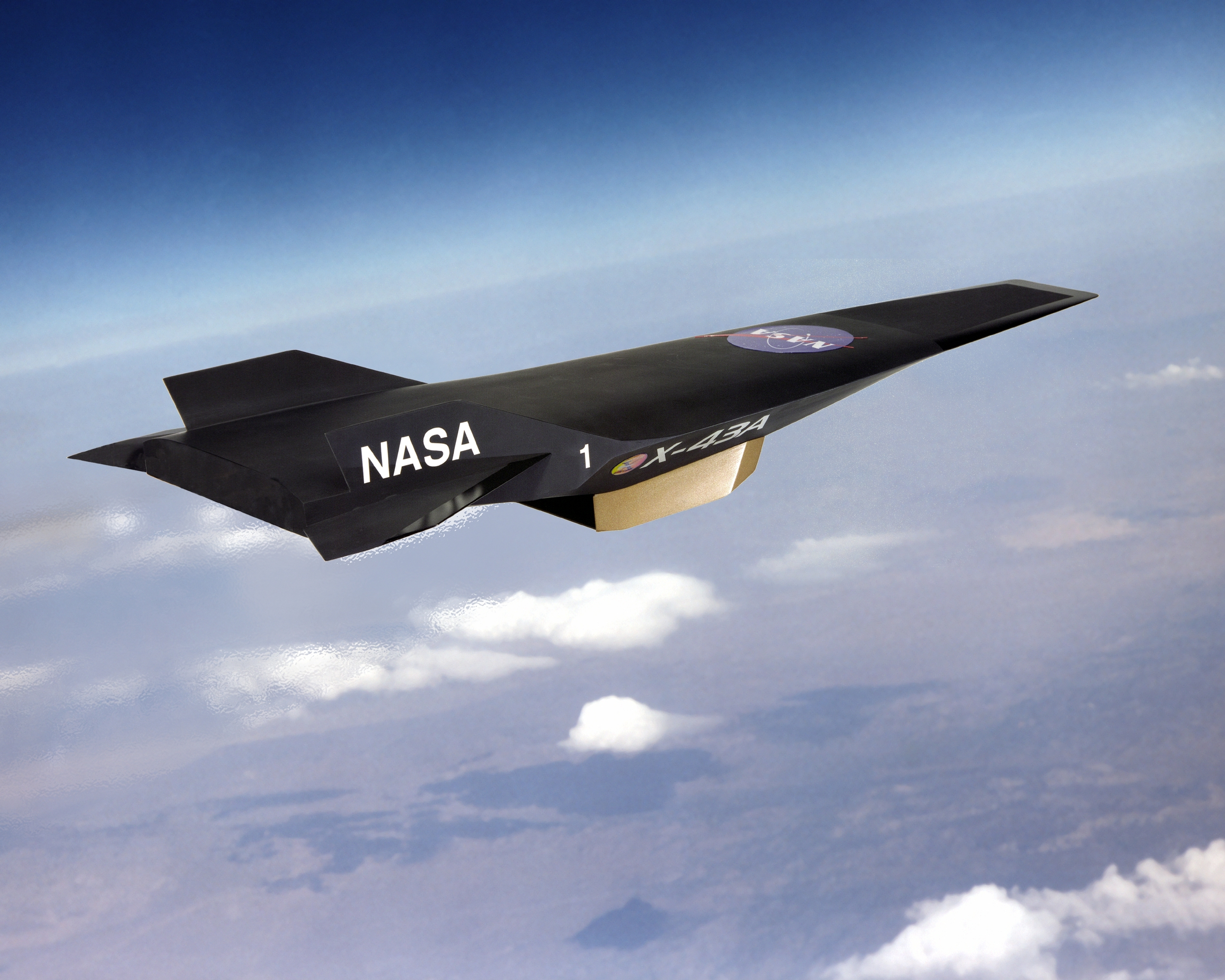
Експериментальний гіперзвуковий літальний апарат X-43 (Малюнок художника)

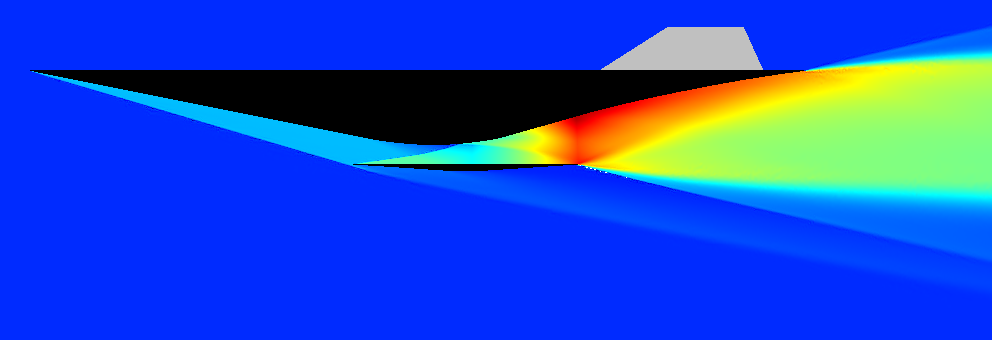
Ілюстрація газодинамічних процесів у пласкому ГППРД з соплом SERN
Стискування повітря відбувається двома стрибками ущільнення: зовнішнім, утвореним біля носового кінця апарата, та внутрішнім — у передньої кромки нижньої стінки двигуна. Обидва стрибки — косі та швидкість потоку залишається надзвуковою.

Гіперзвуковим ППРД (ГППРД, англомовний термін — Scramjet) зветься ППРД, що працює на швидкостях польоту вище 5М, (верхня межа точно не встановлюється).
На початок XXI ст. цей тип двигуна є гіпотетичним: не існує жодного зразку, який пройшов льотні випробування, які підтвердили практичну доцільність його серійного виробництва.
Гальмування потоку повітря у вхідному пристрої ГППРД відбувається лише частково, так що протягом усього останнього тракту рух робочого тіла залишається надзвуковим. При цьому більша частина вихідної кінетичної енергії потоку зберігається, а температура після стиснення відносно низька, що дозволяє надати робочому тілу значну кількість тепла. Проточна частина ГППРД розширюється на всій довжині після вхідного пристрою. Пальне вводиться у надзвуковий потік зі стінок проточної частини двигуна. За рахунок згоряння пального у надзвуковому потоці робоче тіло нагрівається, розширюється та прискорюється, так що швидкість його витоку перевищує швидкість польоту.
Двигун призначений для польотів у стратосфері. Можливе призначення літального апарата з ГППРД — найнижчий ступінь багаторазового носія космічних апаратів.
Організація горіння палива у надзвуковому потоці складає одну з головних проблем створення ГППРД.
Існує кілька програм розробок ГППРД у різних країнах, усі — у стадії теоретичних пошуків або передпроєктних експериментів.

### Ядерний ППРД

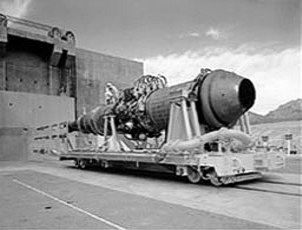
Ядерний ППРД «Плутон» (США)

У другій половині 50-х років ХХ ст., у епоху холодної війни у США та СРСР розроблялися проєкти ППРД з ядерним реактором.
Джерелом енергії цих двигунів (на відміну від інших ПРД) є не хімічна реакція горіння палива, а тепло, яке виробляється ядерним реактором, розміщеним на місці камери згоряння. Повітря з вхідного пристрою у такому ППРД проходить через активну зону реактора, охолоджує його та нагрівається до температури близько 3000 К, а потім витікає з сопла зі швидкістю, близькою до швидкостей витоку для найбільш довершених рідинних ракетних двигунів. Призначення літального апарата з таким двигуном — міжконтинентальна крилата ракета — носій ядерного заряду. В обох країнах були створені компактні малоресурсні ядерні реактори, які вписувалися у габарити великої ракети. У США за програмами дослідження ядерного ППРД «Pluto» та «Tory» у 1964 були проведені стендові вогневі випробування ядерного прямоточного двигуна «Tory-IIC» (режим повної потужності 513 мегават упродовж п'яти хвилин з тягою 156 kN), льотні випробування не проводились, програма була закрита у липні 1964. Однією з причин можна назвати вдосконалення конструкції балістичних ракет з традиційними хімічними ракетними двигунами, які достатньо забезпечили розв'язаня бойових задач без застосування схем з ядерними ППРД.

## Галузь застосування
ППРД є непрацездатний за низьких швидкостей польоту, тим більше — за нульової швидкості. Для досягнення початкової швидкості, за якої він стає ефективним, апарат з цим двигуном потребує додаткового пристрою, який може бути забезпечений, наприклад, твердопаливним ракетним прискорювачем, або літаком-носієм, з якого запускається апарат з ППРД.
Неефективність ППРД на малих швидкостях польоту робить його практично неприйнятним для використання на пілотованих літаках, але для непілотованих, бойових, крилатих ракет одноразового застосування, що літають у діапазоні швидкостей 2 < M < 5, завдяки своїй простоті, дешевизні та надійності, він найбільш вартий уваги. Також ППРД використовуються у літаючих мішенях. Основним конкурентом ППРД в цій царині є ракетний двигун.

Зразки крилатих ракет з маршевими ППРД.
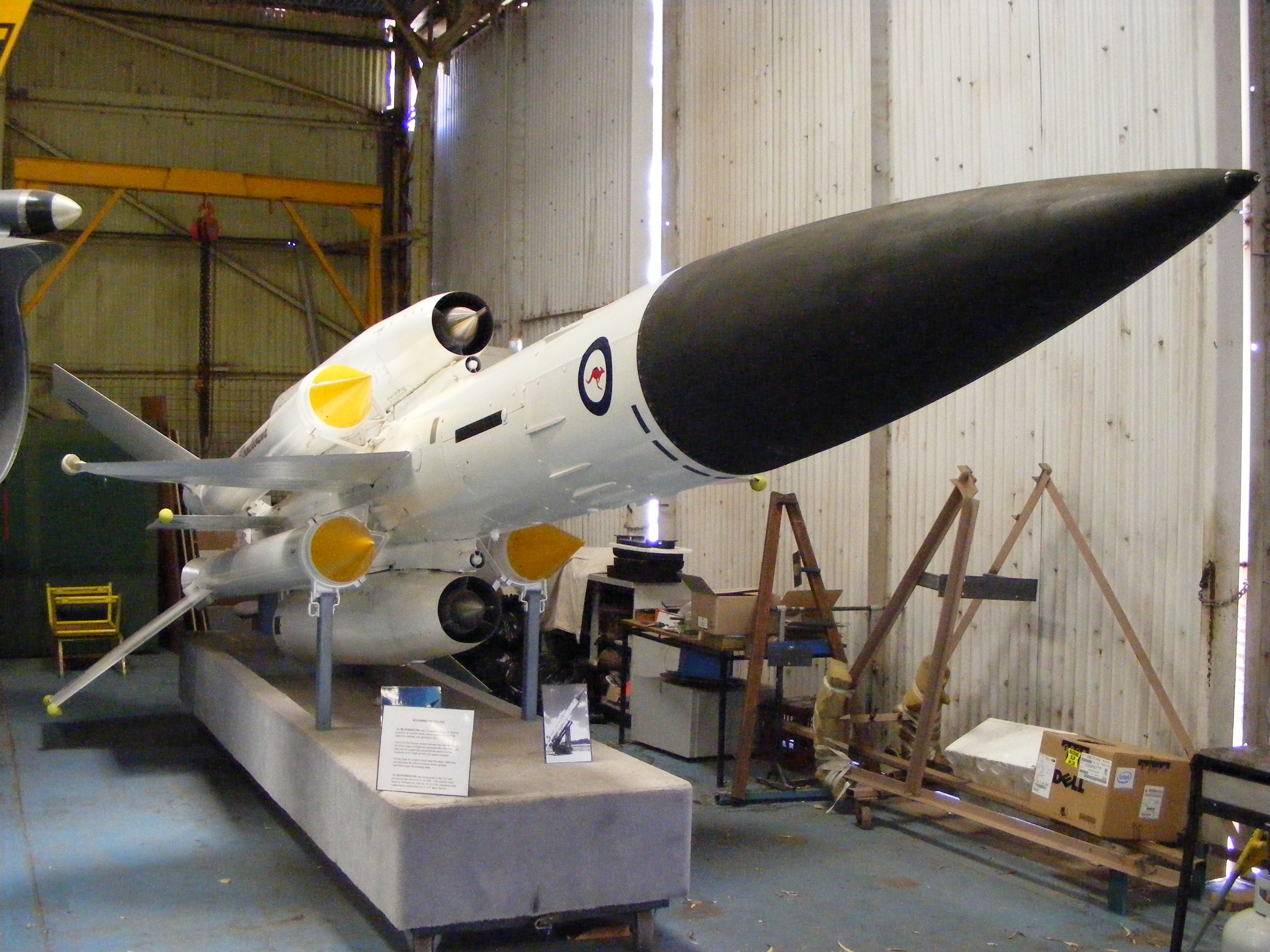
ЗКР Bristol Bloodhound[en] (Велика Британія)
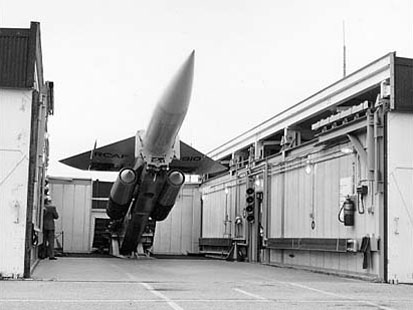
ЗКР Bomarc[en] (США)
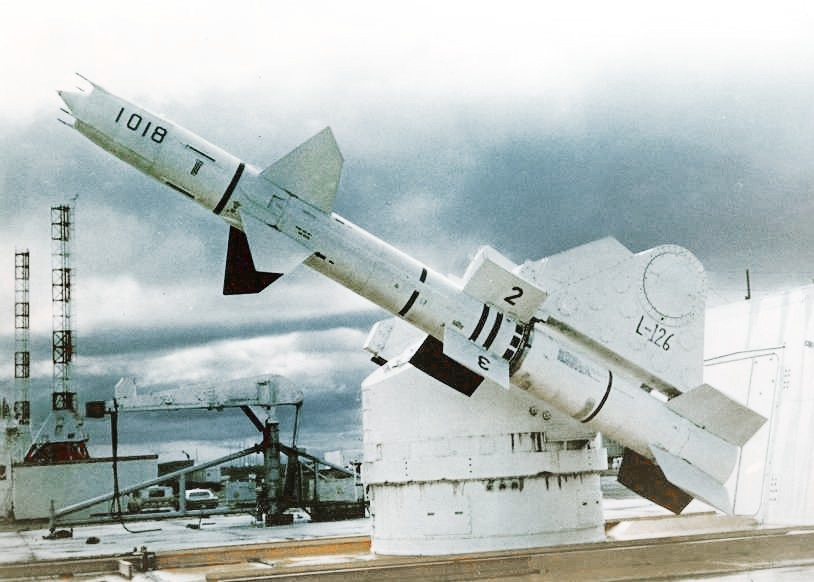
Корабельна ЗКР RIM-8 Talos (США)
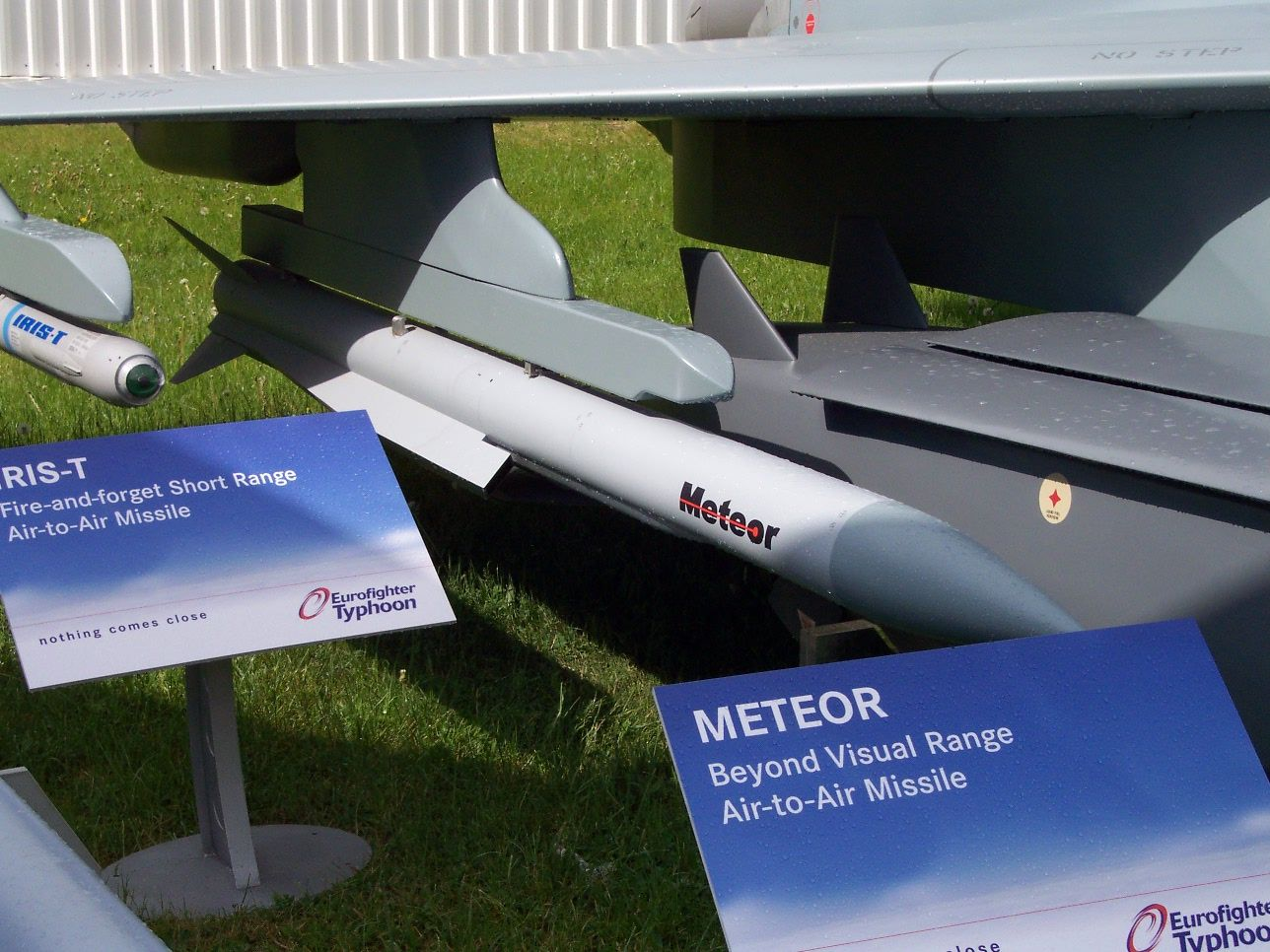
Ракета повітря-повітря «Метеор» (Євросоюз)
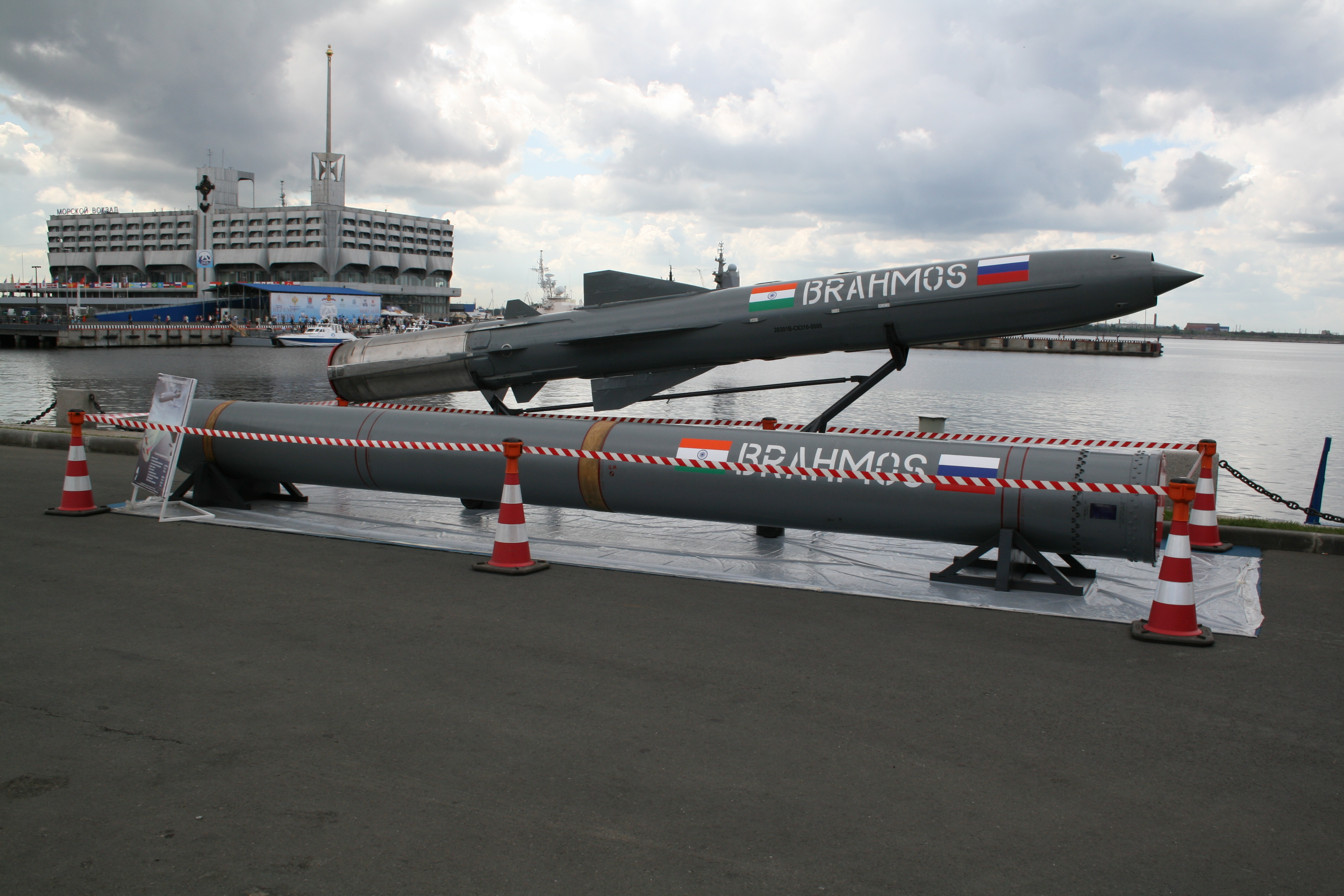
Протикорабельна крилата ракета БраМос. (ІндІя-Росія)
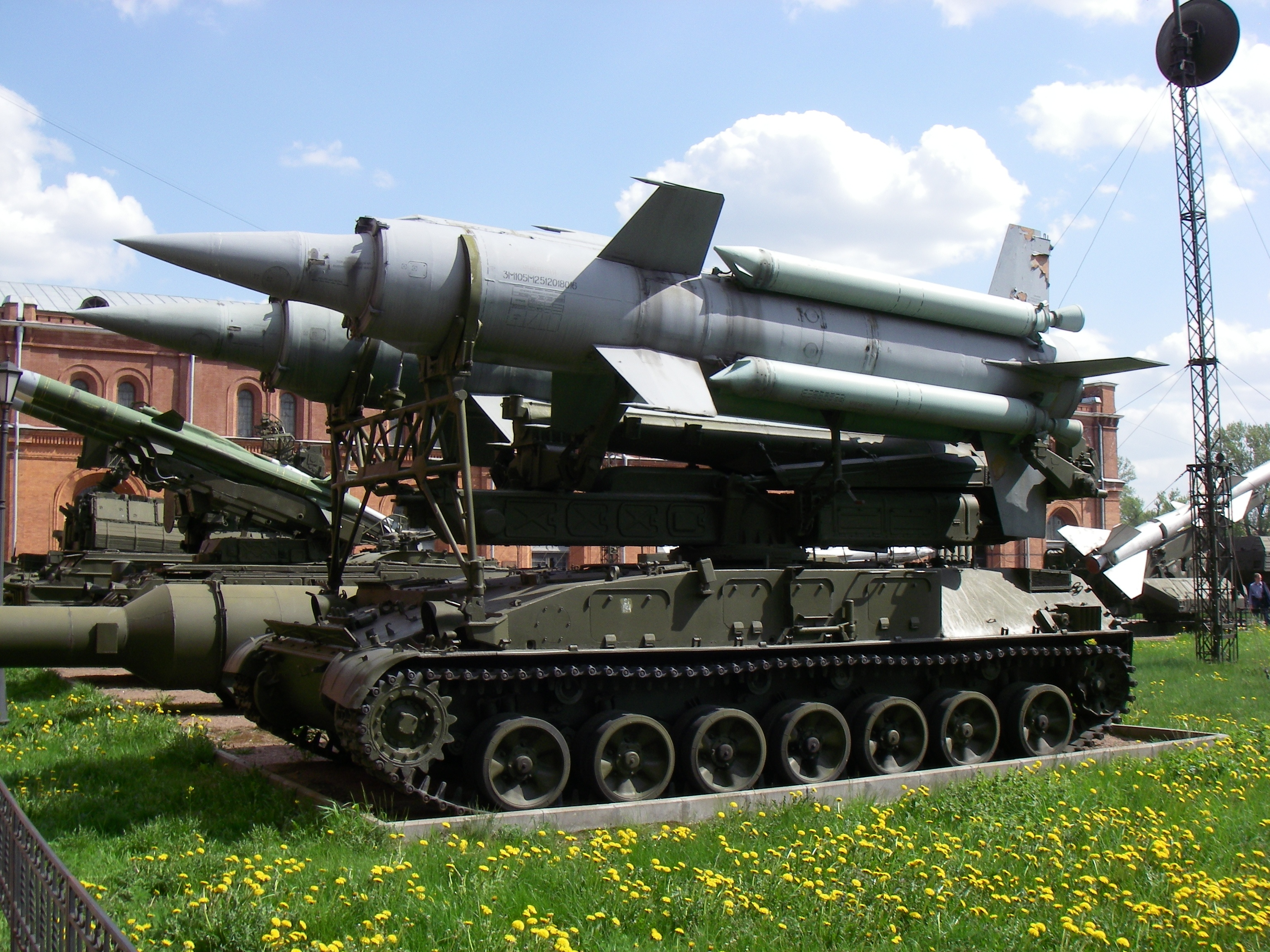
Пускова установка 2П24 ЗРК «Круг», зпоряджена 2 ЗКР 3М8 (Россия)